# Clot d'Espolla
|  | Per a altres significats, vegeu «jaciment del Clot d'Espolla». |

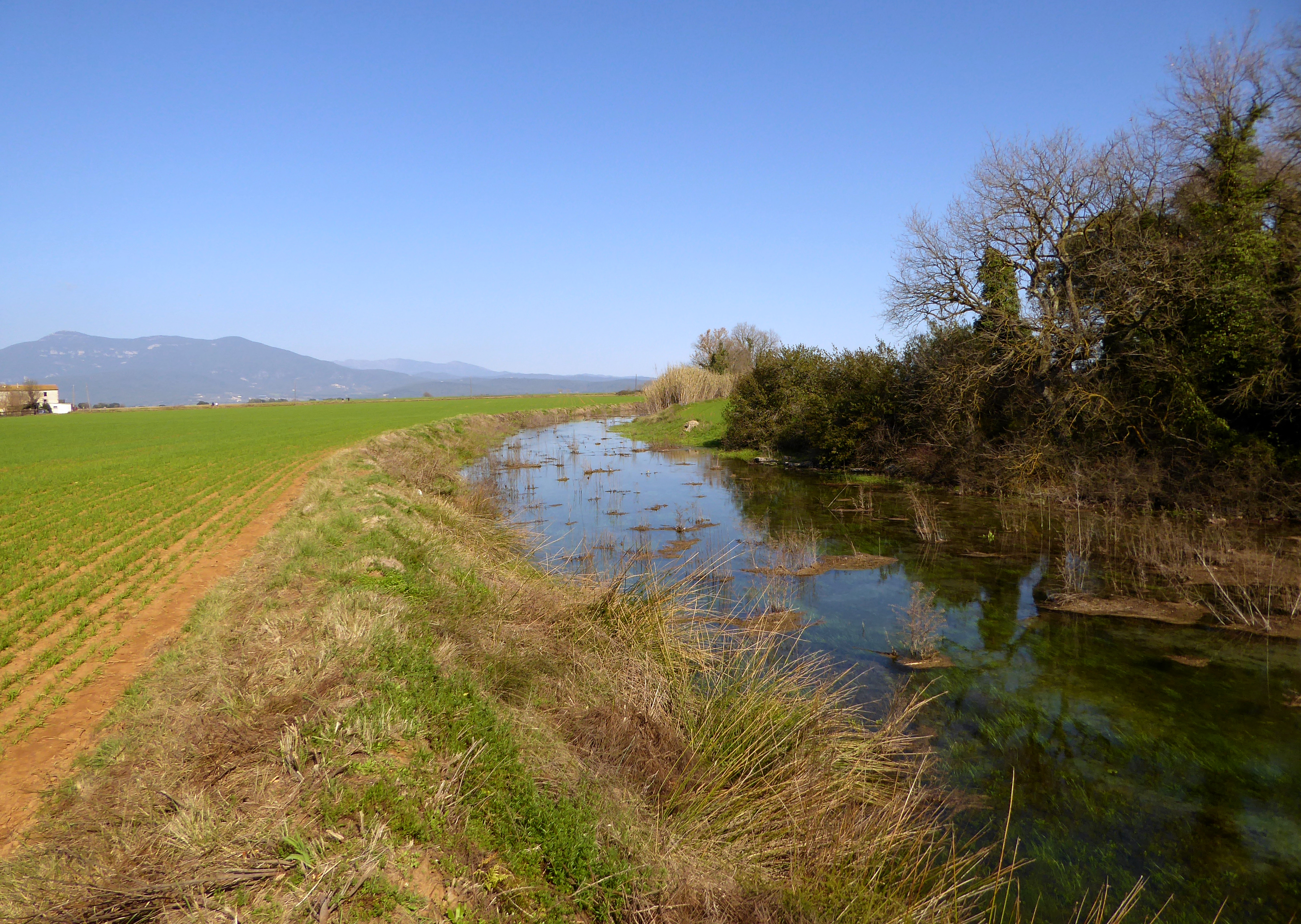
Inici del Rec d'Espolla que drena les seves aigües cap al nord vers la conca del Fluvià curs amb el que conflueix al paratge dels Palancs poc abans d'arribar a la població d'Esponellà

El Clot d'Espolla és un estanyol d'inundació temporal al pla de Martís-Usall, a la partió al nord dels termes municipals de Fontcoberta i Porqueres. Es tracta d'un estany intermitent, d'origen càrstic, i pertanyent a la zona lacustre de Banyoles-Besalú. La zona humida del Clot d'Espolla forma part de l'espai del PEIN del "Estany de Banyoles" i de l'espai de la Xarxa Natura 2000 ES5120008 "Estany de Banyoles". En un extrem de l'estany hi ha jaciment arqueològic del Clot d'Espolla.
El Clot d'Espolla també s'alimenta d'algunes déus més o menys properes que hi desguassen per una sèrie de recs. Aquest estany, anomenat també Platja d'Espolla, vessa finalment les seves aigües al riu Fluvià a través del Rec d'Espolla. El lloc més emblemàtic del Rec d'Espolla és el Salt de Martís. Malgrat això, aquesta zona humida és tractada juntament amb les zones humides de la conca del Ter, ja que forma part de l'espai del “PEIN Estany de Banyoles”, que pertany a aquesta conca hidrogràfica.
La vegetació aquàtica del Clot d'Espolla la formen espècies capaces de resistir llargs períodes sense aigua. A la fossa principal la profunditat hi és excessiva perquè hi arrelin plantes aquàtiques i tan sols s'hi localitzen espècies com la rara escrofulariàcia Gratiola officinalis i diverses algues (cloròfits, caròfits, etc.). A la zona central, de menor profunditat, la diversitat biològica hi creix espectacularment. En aquesta zona s'hi troben espècies com la carofícia Chara vulgaris, la ja esmentada G. officinalis, la ranunculàcia Ranunculus aquatilis, la labiada Mentha cervina, la juncàcia Juncus articulatus, l'alismatàcia Baldellia ranunculoides, la ciperàcia Eleocharis palustris, etc. Per acabar, als marges exteriors del Clot d'Espolla s'hi poden trobar espècies com l'om (Ulmus minor), la jonca marítima (Scirpus maritimus) o el jonc comú (Scirpus holoschoenus), etc.
Pel que fa a la fauna, destaca especialment la presència de la tortugueta (Triops cancriformis). Es tracta d'un
crustaci braquiòpode molt primitiu, ja present en el Triàsic, i similar als trilobits fòssils. Els seus ous són capaços de
sobreviure llargs períodes de sequera, fet que li permet ocupar zones d'aigües temporals. Es tracta d'una espècie protegida per una ordre de 16 de març de 1993. D'altra banda, el Clot d'Espolla és també una zona important de cria d'amfibis. N'hi han estat trobades onze espècies, entre les quals destaquen el gripauet (Pelodytes punctatus), el gripau corredor (Epidalea calamita) i el tritó jaspiat (Triturus marmoratus).
Es tracta d'un espai situat en un entorn humanitzat i que rep diverses pressions, especialment per l'increment del sòl agrícola, però també, en menor mesura, per la presència d'indústries contaminants, abocaments de runes, caça, etc. L'Ajuntament de Fontcoberta juntament amb el Departament de Medi Ambient gestionen aquest espai com a zona humida. Actualment s'hi localitzen a l'espai un rètol informatiu i un mirador.